# Laccophilus angustus
Laccophilus angustus är en skalbaggsart som beskrevs av Régimbart 1889. Laccophilus angustus ingår i släktet Laccophilus och familjen dykare. Inga underarter finns listade i Catalogue of Life.